# Качанов
Качанов (слч. Kačanov) насељено је мјесто са административним статусом сеоске општине (слч. obec) у округу Михаловце, у Кошичком крају, Словачка Република.

## Становништво
| Година:    | 1994. | 2004.    | 2014.    | 2024.    |
| ---------- | ----- | -------- | -------- | -------- |
| Број људи: | 345   | 399      | 446      | 545      |
| Разлика:   |       | +15,65 % | +11,77 % | +22,19 % |

| Година:    | 2023. | 2024.   |
| ---------- | ----- | ------- |
| Број људи: | 535   | 545     |
| Разлика:   |       | +1,86 % |

Према подацима о броју становника из 2011. године насеље је имало 431 становника.